# Brama (Rogożowa Skała)
Brama – skała w grupie Rogożowej Skały w miejscowości Przeginia, w województwie małopolskim, w powiecie krakowskim, w gminie Jerzmanowice-Przeginia. Znajduje się na Wyżynie Olkuskiej będącej częścią Wyżyny Krakowsko-Częstochowskiej.
Brama to dwie zbudowane ze skalistego wapienia skały o wysokości 8–10 m, oddzielone wąskim przełazem (Lewa Brama i Prawa Brama). Znajdują się w lesie, w południowej części grupy Rogożowej Skały, powyżej charakterystycznej Rogożowej Turni znajdującej się na obrzeżu lasu. Są obiektem wspinaczki skalnej.

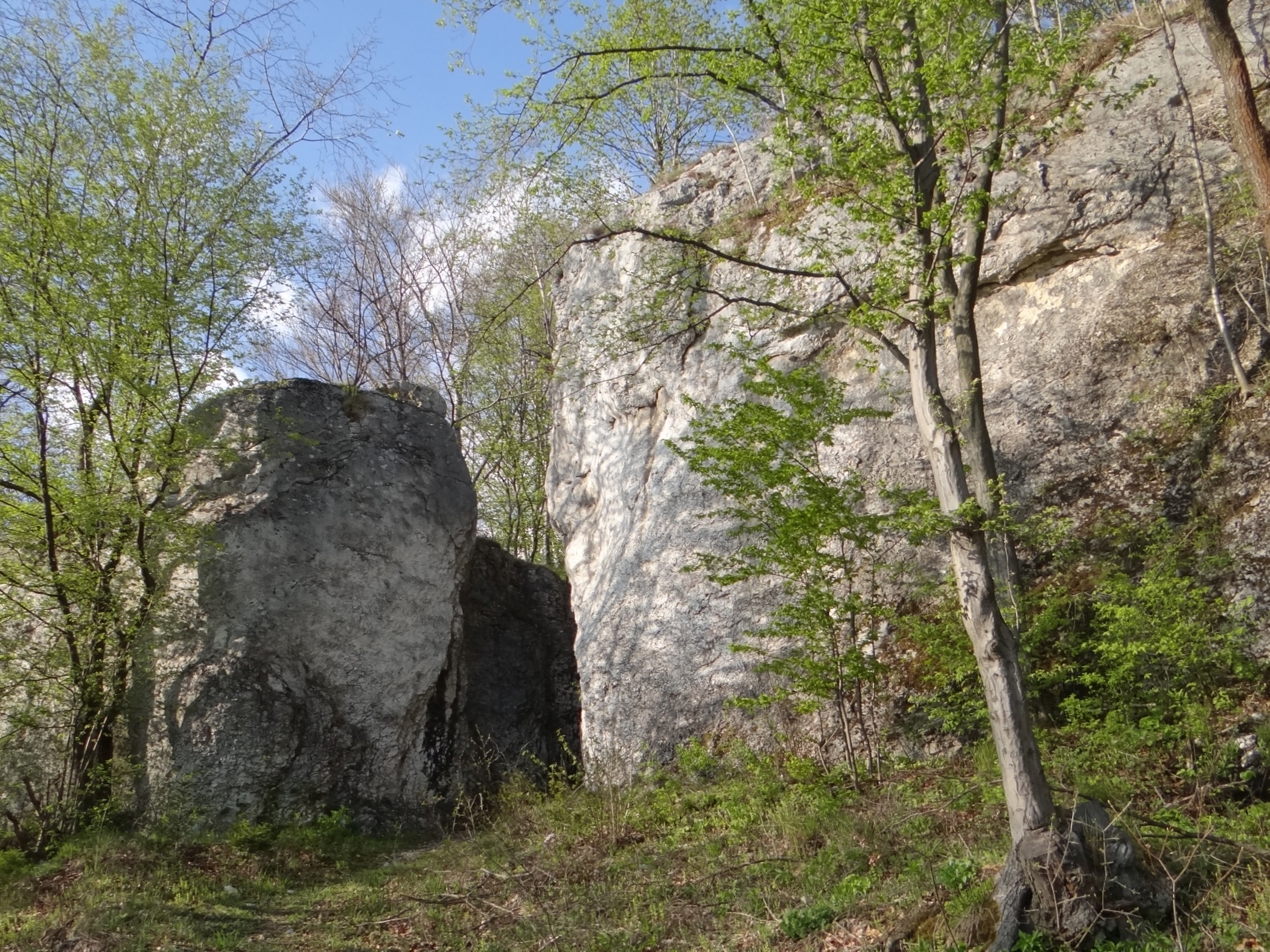
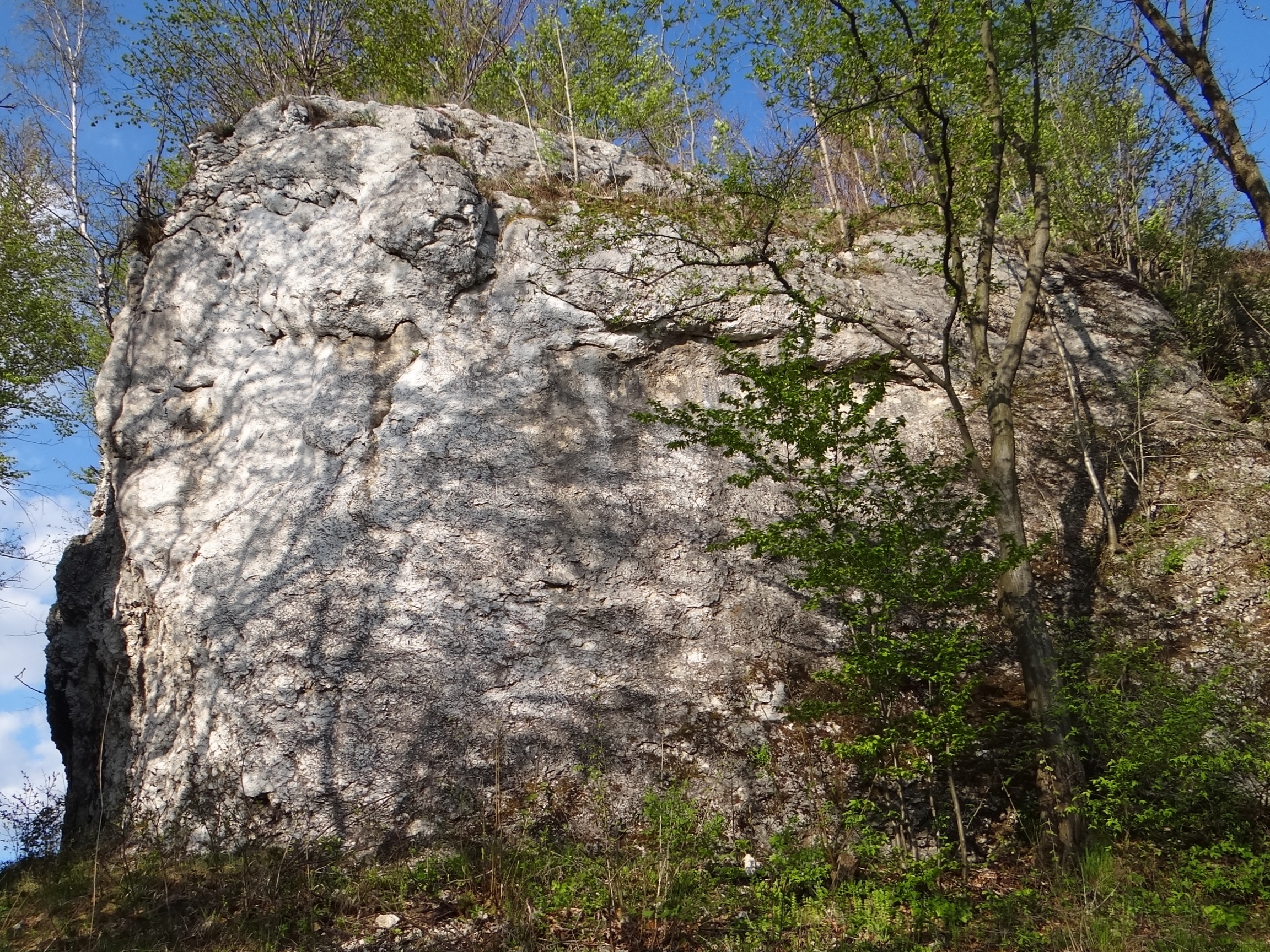
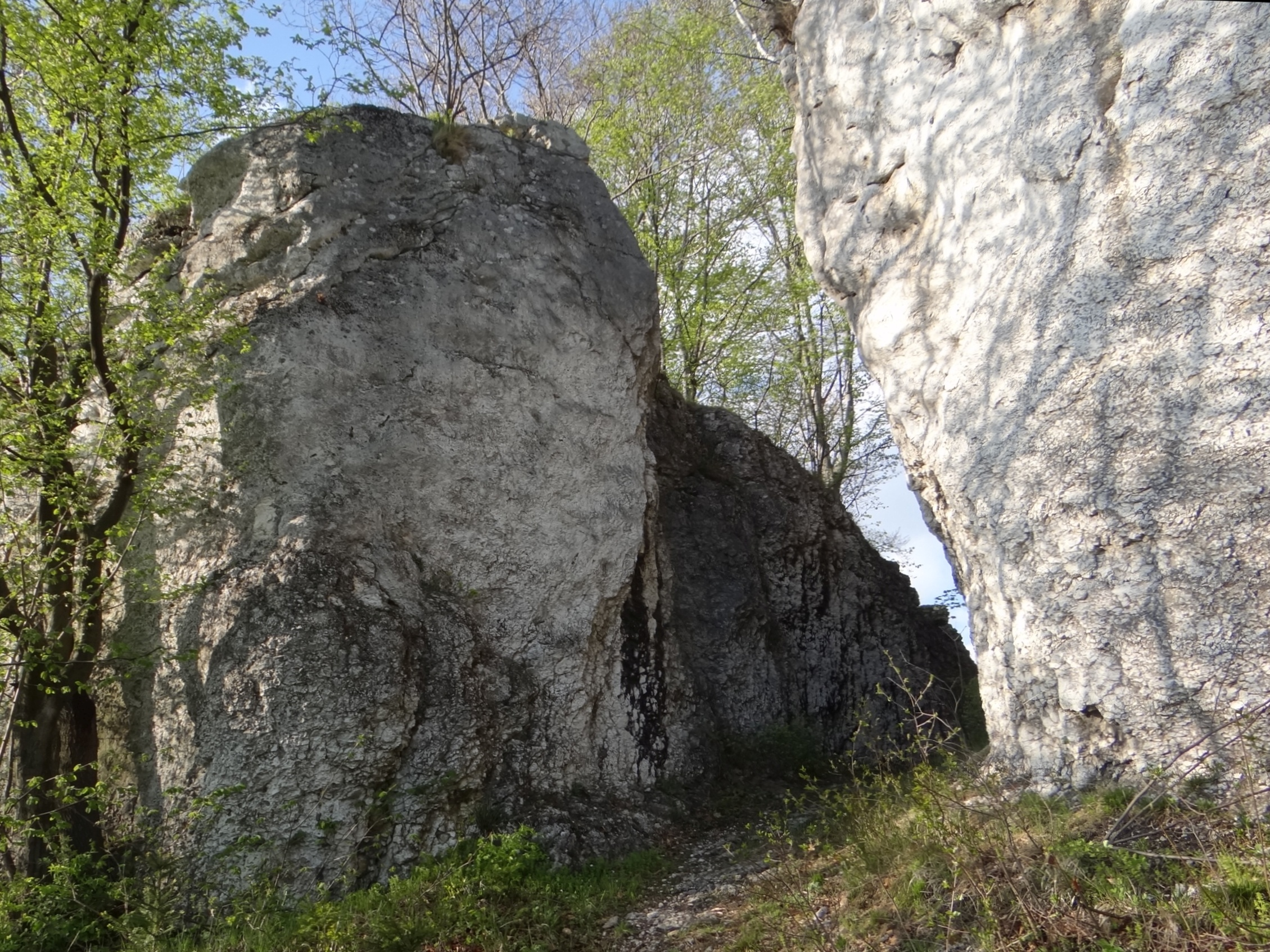
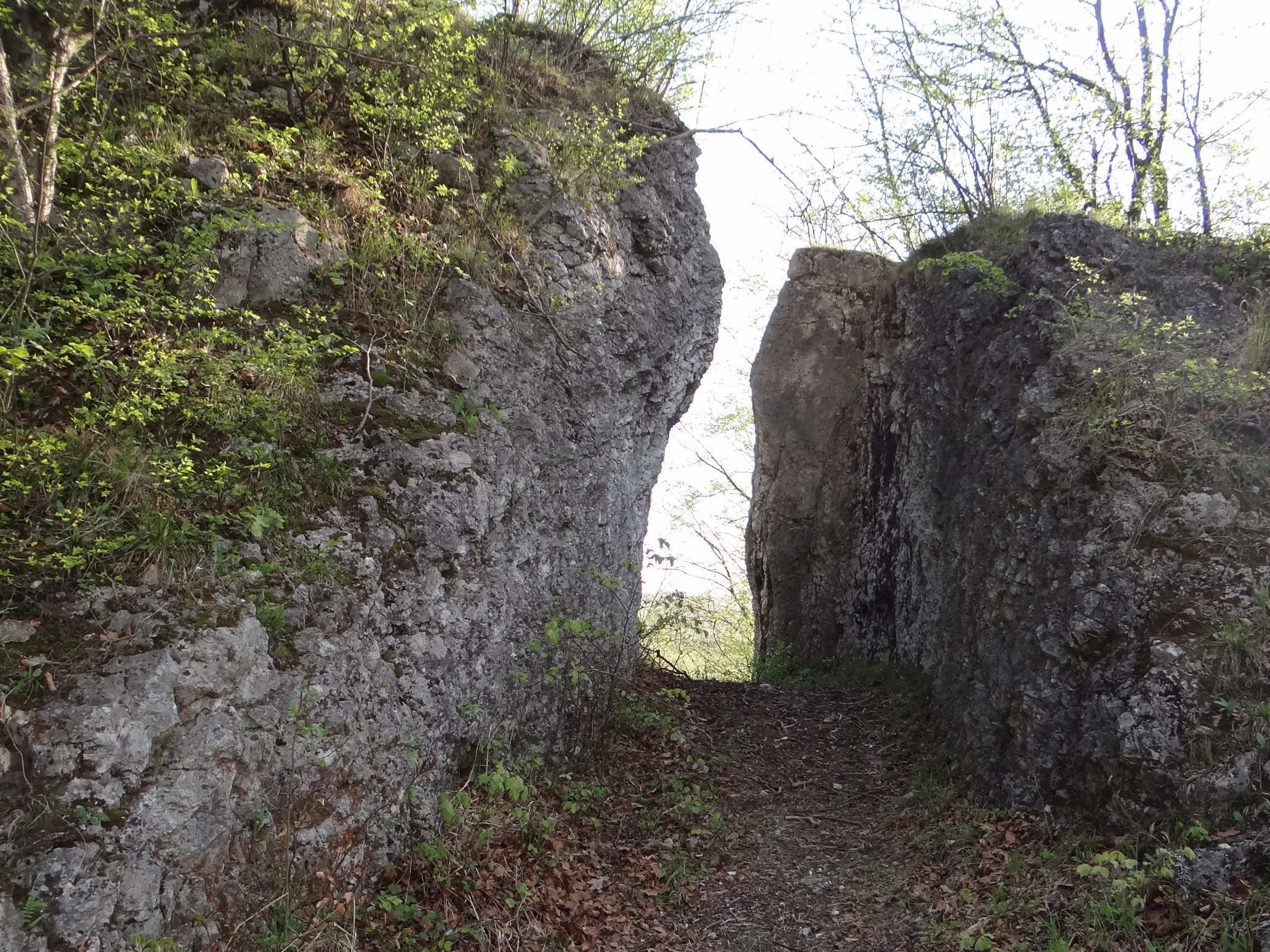

Do Rogożowej Skały można dojść lub dojechać ślepo kończącą się drogą równoległą do drogi krajowej nr 94, prowadzącą od szkoły w Przeginii na wschód.

## Drogi wspinaczkowe
Na południowej i południowo-wschodniej ścianie Lewej Bramy wspinacze poprowadzili 5 dróg wspinaczkowych o trudności od VI+ do VI.1+ w skali krakowskiej. Wszystkie powstały w 2016 r. i w kwietniu 2019 r. nie posiadały jeszcze zamontowanej asekuracji. Prawa Brama jest dziewicza.
Lewa Brama
1. Stypurczok; VI+, 8 m
2. Wild ant; VI.1, 8 m
3. One size; VI.1/1+, 8 m
4. Size matters; VI.1+, 8 m
5. Schais; VI.1, 8 m[2].